# Pierwszy rząd Wilhelma Marxa
Pierwszy rząd Wilhelma Marxa – 30 listopada 1923 – 26 maja 1924.
| Funkcja                                                 | Imię i nazwisko                      | Partia      |
| ------------------------------------------------------- | ------------------------------------ | ----------- |
| Reichskanzler - Kanclerz Rzeszy                         | Wilhelm Marx                         | Zentrum     |
| Stellvertreter des Reichskanzlers - Wicekanclerz Rzeszy | Karl Jarres                          | DVP         |
| Minister spraw zagranicznych                            | Gustav Stresemann                    | DVP         |
| Minister spraw wewnętrznych                             | Karl Jaures                          | DVP         |
| Minister sprawiedliwości                                | Erich Emminger (do 16 kwietnia 1924) | BVP         |
| Minister finansów                                       | Hans Luther                          | bezpartyjny |
| Minister gospodarki                                     | Eduard Hamm                          | DDP         |
| Minister polityki żywnościowej i rolnictwa              | Gerhard Graf von Kanitz              | bezpartyjny |
| Minister pracy                                          | Heinrich Brauns                      | Zentrum     |
| Minister obrony                                         | Otto Geßler                          | DDP         |
| Minister transportu                                     | Rudolf Oeser                         | DDP         |
| Minister poczty                                         | Anton Höfle                          | Zentrum     |
| Minister do spraw terytoriów okupowanych                | Anton Höfle                          | Zentrum     |